# 1516年
| 千纪： | 2千纪 |
| 世纪： | 15世纪 \| 16世纪 \| 17世纪                                                                                 |
| 年代： | 1480年代 \| 1490年代 \| 1500年代 \| 1510年代 \| 1520年代 \| 1530年代 \| 1540年代                           |
| 年份： | 1511年 \| 1512年 \| 1513年 \| 1514年 \| 1515年 \| 1516年 \| 1517年 \| 1518年 \| 1519年 \| 1520年 \| 1521年 |
| 纪年： | 丙子年（鼠年）；明正德十一年；越南洪順八年，光紹元年；陳暠天應元年；陳㫒宣和元年；日本永正十三年           |

## 大事记
- 1月23日——斐迪南二世之外孫卡洛斯一世繼承卡斯蒂利亞、阿拉貢、納瓦拉、格拉納達、那不勒斯、西西里、撒丁，以及西屬美洲。卡洛斯的母亲卡斯蒂利亚女王胡安娜虽然在名义上也继承了亚拉冈王位并与卡洛斯共治，但仍被关在托德西亚斯。西班牙王位落入哈布斯堡王朝手中，直到1700年西班牙國王卡洛斯二世的去世而無後嗣。
- 提契诺州加入瑞士。
- 鄂图曼帝国占领叙利亚。
- 吐鲁番占领敦煌，明朝撤除沙洲衛。
- 托马斯·莫尔写《乌托邦》。
- 巴伐利亞王國的威廉四世公爵頒布了「德國啤酒純釀法令」。
- 葡萄牙探險家拉斐爾·佩雷斯特雷洛受葡屬印度總督阿豐索·德阿爾布開克之命，從葡屬馬六甲前往中國南方的廣州，談論葡萄牙人的貿易安全議題，使他成為有記載的第一個從海上登陸中國大陸的歐洲人。
- 奧斯曼帝國的海盜兄弟奧魯奇雷斯與赫茲爾攻佔阿爾及爾。
- 法國國王弗朗索瓦一世與教皇良十世簽訂了《波隆那和約》，給予法國國王可以代表樞機主教團會議的利益和權力，包括教會的主教任命權，以及對教產徵稅的權力。
- 6月——南丹陨石降落。

## 出生
- 2月18日——玛丽一世，英格兰女王（逝世于1558年）
- 五月十七日——杨继盛，明朝大臣（逝世于1555年）

## 逝世
- 1月23日——斐迪南二世，阿拉貢國王，同時也是西西里國王和那不勒斯國王，與卡斯蒂利亞女王伊莎貝拉一世聯姻實際統一西班牙，查理五世的外祖父。
- 楊春（新都）